# アンドリュー・クワトリン
アンドリュー・クワトリン（Andrew Quattrin、1996年8月29日 - ）は、メジャーリーグラグビー、ニューイングランド・フリージャックスに所属するラグビー選手。

## プロフィール
- カナダ・オンタリオ州マーカム出身。
- ポジションはフッカー(HO)。
- 身長 183cm、体重 115kg
- U20カナダ代表に選ばれたことがある[1]。
- カナダ代表キャップは5（2021年2月現在）でラグビーワールドカップ2019のカナダ代表に選ばれた[2]。

## 略歴
オンタリオ・ブルーズを経て、2019年、トロント・アローズに加入。 
2022年、ニューイングランド・フリージャックスに加入。 